# Ljubytinskij rajon
Il Ljubytinskij rajon (in russo Любытинский район?) è un rajon dell'Oblast' di Novgorod, nella Russia europea; il capoluogo è Ljubytino. Istituito nel 1927, ricopre una superficie di 4.486,24 chilometri quadrati ed ospita una popolazione di circa 10.000 abitanti.